# Jacou
Jacou – miejscowość i gmina we Francji, w regionie Oksytania, w departamencie Hérault.
Według danych na rok 1990 gminę zamieszkiwało 3795 osób, a gęstość zaludnienia wynosiła 1110 osób/km² (wśród 1545 gmin Langwedocji-Roussillon Jacou plasuje się na 92. miejscu pod względem liczby ludności, natomiast pod względem powierzchni na miejscu 1074.).